# Wereldbeker backgammon
De wereldbeker backgammon vond van 1988 tot 1998 elke twee jaar plaats in de Verenigde Staten. De winnaar van een match was de beste van vijf 11-puntswedstrijden. Elke ronde duurde één dag. Er waren zes wereldbekerwinnaars:
| Jaar | Wedstrijd     | Winnaar       | Nationaliteit |
| ---- | ------------- | ------------- | ------------- |
| 1988 | World Cup I   | Joe Sylvester | USA           |
| 1990 | World Cup II  | Billy Horan   | USA           |
| 1992 | World Cup III | Mike Svobodny | USA           |
| 1994 | World Cup IV  | Billy Horan   | USA           |
| 1996 | World Cup V   | Malcolm Davis | USA           |
| 1998 | World Cup VI  | Howard Ring   | USA           |